# Conus broderipii
Espèce
Statut de conservation UICN

 DD  : Données insuffisantes
Conus broderipii est une espèce de mollusques gastéropodes marins de la famille des Conidae.
Comme toutes les espèces du genre Conus, ces escargots sont prédateurs et venimeux. Ils sont capables de « piquer » les humains et doivent donc être manipulés avec précaution, voire pas du tout.

## Description
La taille de la coquille varie entre 25 mm et 50 mm.

## Distribution
Cette espèce marine est présente dans l'océan Indien au large de Madagascar ; au large des Moluques, en Indonésie et dans la mer de Sulu, aux Philippines.

### Niveau de risque d’extinction de l’espèce
Selon l'analyse de l'UICN réalisée en 2011 pour la définition du niveau de risque d'extinction, cette espèce se trouve dans une zone allant des Philippines aux Moluques (Indonésie). On sait peu de choses sur l'état de sa population, son habitat ou les menaces potentielles. Elle est actuellement inscrite dans la catégorie Données insuffisantes.

## Taxonomie

### Publication originale
L'espèce Conus broderipii a été décrite pour la première fois en 1844 par l'éditeur et naturaliste britannique Lovell Augustus Reeve (1814-1865) dans la publication intitulée « Conchologia Iconica, or, illustrations of the shells of molluscous animals »,.

### Synonymes
- Asprella broderipii (Reeve, 1844) · non accepté
- Conus (Phasmoconus) broderipii Reeve, 1844 · appellation alternative
- Graphiconus broderipii (Reeve, 1844) · non accepté
- Phasmoconus (Phasmoconus) broderipii (Reeve, 1844) · non accepté
- Phasmoconus broderipii (Reeve, 1844) · non accepté

## Identifiants taxonomiques
Chaque taxon catalogué par les bases de données biologiques et taxonomiques possède un identifiant qui permet d'établir un point de référence. Les identifiants de Conus broderipii dans les principales bases sont les suivants :
CoL : XX35 - GBIF : 5728210 - iNaturalist : 431886 - IRMNG : 11676983 - TAXREF : 94332 - UICN : 192833 - WoRMS : 215505